# 阿威羅伊
阿布·瓦利德·穆罕默德·伊本·艾哈迈德·伊本·鲁世德（阿拉伯语：‎，1126年4月14日—1198年12月11日），西方人称之为阿威罗伊（拉丁語：Averroes），伊斯兰黄金时代哲学家和博学家，研究古希腊哲学、伊斯兰哲学、伊斯兰教法学、医学、心理学、政治学、音乐、地理、数学、天文和物理学。
伊本·鲁世德支持亚里士多德的哲学，反对安萨里的神学理论，认为一切现象都遵从神创造的自然规律，而不是因神的意愿而发生。他对西方哲学有重要的影响，被称作“西欧世俗思想之父”。他对亚里士多德思想和著作的传播起了重要作用。

## 名称
全名为阿布·瓦利德·穆罕默德·伊本·艾哈迈德·伊本·魯世德（阿拉伯语：‎）。西方人多称之为阿威罗伊、亞維侯（拉丁語：Averroes）。这是来自于伊本·鲁世德（Ibn Rushd）的希伯来文译名（Aben Rois）。其它形式的名字包括Averroës, Ibin-Ros-din, Filius Rosadis, Ibn-Rusid, Ben-Raxid, Den-Resched, Aben-Rassad, Adveroys, Avenroyth等。

## 生平
伊本·鲁世德出生于科尔多瓦（今属于西班牙）的一个法官家庭。祖父阿布·阿尔瓦利德·穆罕默德是穆拉比特王朝科尔多瓦的大法官。父亲阿布·阿尔卡西姆·阿马德在穆瓦希德王朝建立前任同一职务。伊本鲁世德早年学习了圣训、语言学、法学和哲学理论。他曾受教于伊本·巴哲，学习了他的著作，又在塞维利亚学习医学。哲学学者伊本·图费勒将他介绍给穆瓦希德哈里发，爱好哲学和科学的阿布·雅各布·优素福，以及医学家伊本·苏尔。伊本·图费勒也给伊本·鲁世德提供了为柏拉图的著作写注释的灵感。
接下来伊本·鲁世德撰写了大量的哲学和科学著作。他的思想倾向于理性主义，不同于伊本·巴哲的神秘主义。1160年，伊本·鲁世德被任命为塞维利亚法官，后来又前往马拉喀什（今属于摩洛哥）的宫廷任职。1195年，他书籍中的理性主义观点触怒了信奉正统伊斯兰哲学的哈里发阿布·优素福·雅各布·阿尔曼苏尔，以及当时的伊斯兰教法学者。随后他遭到流放，作品被焚毁。1197年他回归马拉喀什宫廷，一年后在此去世。他被埋葬在科尔多瓦的家族墓地中。

## 著作
伊本·鲁世德三十一岁时写出了他的第一部作品，此后四十余年间共完成著作八十余部，其中哲学28部，医学20部，律法8部，神学5部，文法4部。另外，他还有大量对柏拉图和亚里士多德的注解，包括对逻辑学、物理学和心理学的短评和对《物理学》《形而上学》等几部书的长篇分析。他的注解是十二、十三世纪亚里士多德研究的基础。
伊本·鲁世德本人最重要的哲学著作是《不一致的不一致性》（تهافت التهافت），书中他为亚里士多德哲学辩护，批判安萨里的《哲学家的不一致性》。在《宗教与哲学的调和》书中，他论证了哲学与神谕并不相互矛盾，二者都是得到真理的必要途径。
在十三世纪，伊本·鲁世德的一些著作开始被译为希伯来文。目前，他许多著作的阿拉伯语原本已经失传，仅存拉丁文或希伯来文本。

## 科学

《医药通论》

伊本·鲁世德写过一本名为《医药通论》的医学百科全书，在西方以拉丁文名字被称为Colliget。他汇集整理了古希腊医学家盖伦的著作，并且为伊本·西那（阿维森纳）《医学全集》写过注解。
伊本·鲁世德共有三部物理学著作。他将力定义为“改变物体运动状态之作用的速率”，并且正确地指出：“力的作用效果和力的大小是根据抵抗此力的物体运动状态的改变而确定的”。伊本·鲁世德发现，物体对于力的作用有一种固有的抵抗能力。托马斯·阿奎那继承了他的这一观点，随后开普勒也采用了他的理论，并为此现象取名为“惯性”。
伊本·鲁世德的宇宙模型是地心的，其中行星沿严格同心圆轨道绕地球运行。他为太阳黑子和月球的颜色变化提出过解释。他也研究了天球的本质及其运动。

## 哲学

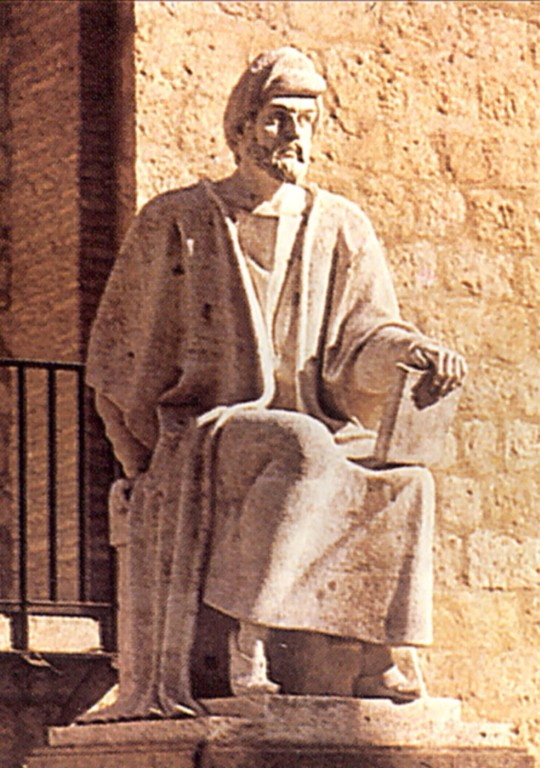
西班牙科尔多瓦的阿威罗伊塑像

伊本·鲁世德批判了法拉比将柏拉图与亚里士多德的哲学混为一谈的思想，认为柏拉图与亚里士多德的观点大为不同。伊本·鲁世德也排斥伊本·西那（阿维森纳）的新柏拉图主义。他的著作使古希腊哲学在伊斯兰世界得到进一步的推广。
在形而上学中，阿维森纳认为事物的本质（essence）是先于其存在（existence）的，存在是一种非本质性（accidental）的附加属性。伊本·鲁世德不认同这一思想，而是坚持亚里士多德的观点，认为形式之下（substance）存在的实体（Ousia）是更加基础的；存在与本质是同一种东西。
伊本·鲁世德为当时存在阿拉伯语译本的大多数亚里士多德著作都写了注解。这些注解分为三种：提要（jami）、解析（talkhis）和包括全文的详尽分析（tafsir）。伊本·鲁世德无法找到亚里士多德的《政治学》，因此他转而批注了柏拉图的《理想国》。他推崇柏拉图在理想国中提出的政治理论，认为理想的社会应是在一位哲学家国王统治下的绝对君主制社会。为达到此目标，统治者可以对人民进行压迫，或是对音乐、诗歌进行审查。伊本·鲁世德进一步认为，尽管哲学是得到真理的必要途径，但对一般人来说论辩比逻辑更加重要。一方面逻辑和哲学需要专门学习，另一方面论辩可以帮助宗教的传播。他为《理想国》补充了阿拉伯历史上的事例，以证明其观点。
伊本·鲁世德最重要的原创作品是《不一致的不一致性》。安萨里在《哲学家的不一致性》中，基于伊本·西那（阿维森纳）对亚里士多德哲学的阐释，认为亚里士多德的思想存在自相矛盾之处，并且与伊斯兰相悖。伊本·鲁世德既反驳了安萨里的论证，也指出伊本·西那的理论即存在问题。安萨里认为每个现象的发生，例如棉花接触或便会燃烧，都是上帝的意志使然，而伊本·鲁世德则认为是火而非上帝让棉花燃烧。上帝创造了自然律，万物依自然律而行。这影响了后代的欧洲理性主义。
伊本·鲁世德也认为，在伊斯兰教法下，进行哲学思考是合理的，哲学与宗教之间本质上没有矛盾。
在伊本·鲁世德的时代，亚里士多德几乎已被西方学者所忘记，其著作的拉丁文本很多都已失传。十三世纪后，亚里士多德的著作重回到了欧洲人的视野中，这与伊本·鲁世德有着很大的关系。伊本·鲁世德对犹太教哲学有着长久的影响，吸收其思想的犹太哲学家包括迈蒙尼德等。基督教学者，尤其是巴黎大学的哲学学者，如布拉班特的西格尔、托马斯·阿奎那等，也吸收了他的思想。阿奎那对伊本·鲁世德不称其名而是称为“注释者”以示尊敬。不过，伊本·鲁世德在伊斯兰哲学中影响则相对较小，并且受到很大争议。

## 法学
伊本·鲁世德是伊斯兰教法学马立克派的一位重要学者。他著有一部教材，和一部详细的长篇评论。

## 后世文学创作
- 在但丁的《神曲》中，阿威罗伊出现在地狱的第一层。
- 博尔赫斯曾写过一部名为“阿威罗伊的寻找”的短篇故事，其中他被描绘为正在寻找“悲剧”和“喜剧”的意义。詹姆斯·乔伊斯的小说《尤利西斯》中简短地提到了伊本·鲁世德。
- 印度作家萨尔曼·鲁西迪在其2012年回忆录中提到，他的父亲出于对伊本·鲁世德的敬仰，将自己的姓氏改成了“鲁西迪”（Rushdie）。

## 相关人物
- 亚里士多德
- 法拉比
- 伊本·西那
- 伊本·苏尔
- 迈蒙尼德
- 托马斯·阿奎那